# 안효섭
안효섭(安孝燮, 1995년 4월 17일~)은 대한민국에서 활동 중인 캐나다의 배우이다.

## 생애 및 경력
안효섭은 1995년 4월 17일에 태어났다. 가족관계로는 부모님, 형(1989년생), 누나(1991년생)가 있다. 어릴 적 가족이 캐나다 토론토로 이민을 갔다가 꿈을 위해 홀로 한국에 돌아왔다. 캐나다에서 우수한 성적으로 중학교 졸업 후 고등학교 1학년 과정을 마쳤지만 또래 친구들과 학교를 다니고 싶은 마음에 한국에서 청담고등학교 1학년으로 다시 입학했다. 대학교 진학 후 스타하우스 엔터테인먼트와 인연이 닿아 어릴적부터 막연하게 꿈꿔온 연기자로의 매니지먼트 계약을 하게 되었고 2022년 안효섭을 캐스팅 했던 담당자와 함께 더프레젠트컴퍼니를 설립하며 독립했다. 현재 국민대학교에서 국제비즈니스학(KMU International Business School)을 전공하고 있다. 오랜 해외 생활 덕분에 영어에 능통하며 다룰 수 있는 악기로는 바이올린, 피아노, 기타를 다룰 수 있다.
안효섭은 2015년 tvN 《언제나 칸타레 시즌2》으로 얼굴을 알렸다. 같은 해 MBC 웹드라마 《퐁당퐁당 Love》로 연기자로 데뷔하였다. 사극을 찍을 당시에 어릴적부터 해외에 있었기 때문에 한자어를 몰라 일일이 사전을 찾아 봤다고 한다. 해외에서 써 온 한국어로 굴러가는 말투를 고치기 위해 엄청난 노력을 해서 실제 안효섭을 본 사람들은 해외에 있었는지 잘 모른다고 전하며 학창시절을 외국에서 보냈기 때문에 선후배 관계 등 사회에 나왔을 때 실수할 까 모든 것이 조심스러웠다고 한다. 2017년 MBC 단막극 《세가지색 판타지 - 반지의 여왕》로 첫 주연을 맡았고 《낭만닥터 김사부 2》를 통해 주연배우로 자리매김했으며 <사내맞선>이 넷플릭스 글로벌 순위권에 10주 이상 머무르며 해외에서도 영향력을 끼치게 되었다. 2025년 개봉 예정인 영화 <전지적 독자 시점>의 김독자로 첫 스크린 데뷔를 앞두고 있다.

## 학력
- 청담고등학교 (졸업)
- 국민대학교 국제비즈니스학과 (KMU International Business School) (중퇴)

### 드라마
- 2015년 네이버 TV 웹 드라마 《퐁당퐁당 Love》 ... 박연 / 체아직 역
- 2016년 MBC 수목 미니시리즈 《한 번 더 해피엔딩》 ... 안정우 역
- 2016년 MBC 주말 연속극 《가화만사성》 ... 최철수 / 강준영 역
- 2016년 SBS 드라마스페셜 《딴따라》 ... 지누 역
- 2017년 MBC 3부작 목요드라마 《세가지색 판타지 - 반지의 여왕》 ... 박세건 역
- 2017년 KBS2 주말연속극 《아버지가 이상해》 ... 박철수 역
- 2018년 SBS 월화 미니시리즈 《서른이지만 열일곱입니다》 ... 공유찬 역
- 2018년 유튜브 오리지널 웹 드라마 《탑 매니지먼트》 ... 현수용 역
- 2019년 tvN 월화 미니시리즈 《어비스》 ... 차민 역
- 2020년 SBS 월화 미니시리즈 《낭만닥터 김사부 2》 ... 서우진 역
- 2021년 SBS 월화 미니시리즈 《홍천기》 ... 하람 역
- 2022년 SBS 월화 미니시리즈 《사내 맞선》 ... 강태무 역
- 2023년 SBS 금토 미니시리즈 《낭만닥터 김사부 3》 ... 서우진 역
- 2023년 NETFILX 오리지널 드라마 《너의 시간 속으로》 ... 구연준 / 남시헌 역
- 2026년 SBS 금토 미니시리즈 《오늘도 매진했습니다》 ... 매튜 리 역

## 영화
- 2025년 영화 《케이팝 데몬 헌터스》 - 진우 역
- 2025년 영화 《전지적 독자 시점》 - 김독자 역

## 방송 프로그램

### 예능
| 연도 | 방송사            | 제목                           | 구분   | 비고                   |
| ---- | ----------------- | ------------------------------ | ------ | ---------------------- |
| 2015 | tvN               | 《언제나 칸타레 시즌2》        | 고정   |                        |
| 2016 | 네이버TV, MBig TV | 《추석특집 꽃미남 브로맨스》   | 게스트 | 잭슨(GOT7)과 출연      |
| 2017 | KBS2              | 《해피투게더》                 | 게스트 | 499회, '랜선남친' 특집 |
| 2018 | SBS               | 《런닝맨》                     | 게스트 |                        |
| 2019 | tvN               | 《놀라운 토요일 - 도레미마켓》 | 게스트 | With. 박보영           |

### 라디오
| 연도 | 방송사   | 제목                           | 역할   | 비고                |
| ---- | -------- | ------------------------------ | ------ | ------------------- |
| 2016 | MBC FM4U | 박지윤의 FM데이트 <5분 드라마> | 게스트 | 35화, 36화, 37화    |
| 2018 | SBS      | 최화정의 파워타임              | 게스트 | with.신혜선, 양세종 |
| 2020 | SBS      | 최화정의 파워타임              | 게스트 | with.이성경         |
| 2022 | SBS      | 최화정의 파워타임              | 게스트 | with.김세정         |

## 광고
| 연도      | 기업명             | 제품명                            | 종류        | 공동 출연      |
| --------- | ------------------ | --------------------------------- | ----------- | -------------- |
| 2016      | 동서식품           | 맥심 모카골드 커피믹스            | 커피        |                |
| 2016      | (주)엠케이트렌드   | 앤듀(ANDEW) F/W시즌               | 의류        |                |
| 2017~     | (주)동인기연       | TIMBUK2                           | 메신저백    |                |
| 2017~     | (주)헨어스         | 에드윈                            | 의류        |                |
| 2017~     | 시세이도 코리아    | 츠바키 프리미엄 리페어 마스크     | 헤어제품    |                |
| 2018~2019 | 코오롱인더스트리㈜ | 코오롱 스포츠                     | 아웃도어    |                |
| 2020      | 이니스프리         | 모공 마스크 2X                    | 화장품      |                |
| 2020      | 일룸               | 침대                              | 가구        |                |
| 2020      | 신한카드           | 신한페이판                        | 금융        |                |
| 2022      | 아이멜리           | 아이멜리 로럴그린 리페어 수딩크림 | 스킨케어    |                |
| 2022      | 나우코리아         | 아웃도어(블랙야크)                | 의류        | 연우           |
| 2022      | 에디션센서빌리티   | 캐주얼의류 (신성통상)             | 의류        |                |
| 2022      | SW19               | 향수                              | 향수        |                |
| 2022      | 페이퍼백           | 다이어트 쉐이크, 티               | 미용        |                |
| 2022      | NUFACE             | 인도네시아 스킨에센스             | 스킨케어    |                |
| 2022      | REAR FOOD          | 인도네시아 건강기능식품           | 헬스케어    |                |
| 2022      | BENCH              | 필리핀 캐주얼 의류                | 캐주얼 의류 |                |
| 2022      | 2022               | Dior                              | 디올프렌즈  | 하이앤드브랜드 |

## 뮤직 비디오
| 연도 | 수록 앨범              | MV                                                 | 공급사   | 비고 |
| ---- | ---------------------- | -------------------------------------------------- | -------- | --- |
| 2023 | 고마워 추억이 되어줘서 | Thank You for the Memories(고마워 추억이 되어줘서) | 지니뮤직 | Doldams(돌담즈 (안효섭, 이성경, 김민재, 김주헌, 윤나무, 신동욱, 소주연, 이신영, 이홍내, 고상호, 윤보라, 정지안, 유연석, 유인식, 전창엽) |
| 2015 | 《마비가 됐어》        | One O One <마비가 됐어>                            | 지니뮤직 | One O One 안효섭, 곽시양, 권도균, 송원석                                                                                                |
| 2016 | 《You Are My Light》   | One O One <You Are My Light>                       | 지니뮤직 | One O One 안효섭, 곽시양, 권도균, 송원석                                                                                                |
| 2023 | 《잠시라도 우리》      | 성시경 - 잠시라도 우리                             |          | 천우희와 동반출연 |

## 수상 및 후보
| 연도 | 시상식                         | 부문                                           | 작품                    | 결과 |
| ---- | ------------------------------ | ---------------------------------------------- | ----------------------- | ---- |
| 2016 | MBC 연기대상                   | 남자 신인연기상                                | 가화만사성              | 후보 |
| 2017 | 제2회 아시아 아티스트 어워즈   | 남자 신인상                                    | 아버지가 이상해         | 수상 |
| 2018 | 제13회 숨피 어워즈             | 브레이크아웃 배우상                            | 아버지가 이상해         | 후보 |
| 2018 | SBS 연기대상                   | 남자 신인연기상                                | 서른이지만 열일곱입니다 | 수상 |
| 2019 | 제12회 코리아 드라마 어워즈    | 남자 신인연기상                                | 어비스                  | 후보 |
| 2019 | 제4회 아시아 아티스트 어워즈   | 배우부문 초이스상                              | 빈칸                    | 수상 |
| 2019 | 제14회 숨피 어워즈             | 브레이크아웃 배우상                            | 서른이지만 열일곱입니다 | 후보 |
| 2020 | 제56회 백상예술대상            | TV부문 남자 신인연기상                         | 낭만닥터 김사부 2       | 수상 |
| 2020 | 제5회 아시아 아티스트 어워즈   | AAA 베스트 액터상                              | 낭만닥터 김사부 2       | 수상 |
| 2020 | SBS 연기대상                   | 장르·액션부문 남자 우수연기상                  | 낭만닥터 김사부 2       | 수상 |
| 2020 | SBS 연기대상                   | 베스트 커플상 (with 이성경)                    | 낭만닥터 김사부 2       | 후보 |
| 2021 | 제7회 아시아태평양 스타 어워즈 | 남자 신인연기상                                | 낭만닥터 김사부 2       | 후보 |
| 2021 | SBS 연기대상                   | 베스트 커플상 (with 김유정)                    | 홍천기                  | 수상 |
| 2021 | SBS 연기대상                   | 미니시리즈·장르판타지부문 남자 우수연기상      | 홍천기                  | 수상 |
| 2022 | SBS 연기대상                   | 베스트 커플상 (with 김세정)                    | 사내 맞선               | 수상 |
| 2022 | SBS 연기대상                   | 미니시리즈 코미디·로맨스부문 남자 최우수연기상 | 사내 맞선               | 수상 |
| 2023 | 제8회 아시아 아티스트 어워즈   | 핫트렌드상                                     | 빈칸                    | 수상 |
| 2023 | 제8회 아시아 아티스트 어워즈   | 베스트 액터상                                  | 빈칸                    | 수상 |
| 2023 | SBS 연기대상                   | 시즌제드라마부문 남자 최우수연기상             | 낭만닥터 김사부 3       | 수상 |
| 2024 | 대한민국 퍼스트브랜드 대상     | 베트남부문 남자배우부문                        | 낭만닥터 김사부 3       | 수상 |